# Mònica Bernabé Fernández
Mònica Bernabé Fernández (Barcelona, desembre de 1972) és una periodista catalana coneguda per la seva tasca com a corresponsal a l'Afganistan, on va viure quasi vuit anys, i com a defensora dels drets humans.

## Biografia
Va estudiar a la Universitat Autònoma de Barcelona. L'any 2000, després del seu primer viatge a l'Afganistan i a Peshawar, va fundar l'Associació per als Drets Humans a l'Afganistan (ASDHA), Organització no governamental d'ajuda a les dones afganeses, de la qual va ser presidenta durant 16 anys, fins a la seva dissolució. Després de set anys viatjant regularment cada any a l'Afganistan, a mitjans del 2007 s'hi va establir i hi va viure fins al 2014. Ha estat l'única periodista catalana que ha viscut i treballat permanentement en aquell país durant tants anys. Principalment publicava els seus treballs en el diari El Mundo, i col·laborava amb Radio Nacional de España (RNE), Ràdio Associació de Catalunya (RAC 1) i Canal Sur. També va treballar per al servei en castellà de Deutsche Welle, el servei en català de RNE i altres mitjans.
El 2015 es va traslladar a Itàlia, on va continuar treballant com a freelance per El Mundo. El maig de 2017 es va incorporar al diari Ara com a responsable de la secció d'Internacional.
La periodista és finalista al XVIII Premi Couso de Llibertat de Premsa convocat pel Colexio Profesional de Xornalistas de Galícia (CPXG) i el Club de Premsa de Ferrol.

## Obra

### Llibres
- Afganistán, crónica de una ficción, editorial Debate (2012).[6]
- Dones. Women. Afganistán, editorial Blume (2014),[7] conjuntament amb Gervasio Sánchez. Recull de fotografies i testimonis de gairebé 250 dones afganeses que explica la seva situació al país.[8]
- Crónica de un fracaso. Afganistán, la retirada, editorial Debate (2023).[9]

### Exposició
- Dones. Afganistán. Exposició itinerant, conjuntament amb Gervasio Sánchez, que es va inaugurar al Palau Robert.[10][11] Posteriorment, s'ha pogut veure a diversos indrets d'arreu de Catalunya i de l'Estat espanyol. Basada en el llibre amb el mateix nom.

### Documental
- "Vestida de negre" és un documental sobre Afganistán a través del testimoni de la periodista Mònica Bernabé, dirigit per Josep Morell. És una producció de TV3 i La Quimera. Va ser emès per primera vegada el gener de 2015 en el programa 'Sense ficció' de TV3.[12]

## Premis i reconeixements
- 2010 Premi Julio Anguita Parrado de periodisme.[13]
- 2011 Premi Proteus en l'àmbit de la cultura i la comunicació.[14]
- 2013 XXIX Premi de Periodisme Cirilo Rodríguez.[15]
- 2013 Premi Drets Humans del Consejo General de la Abogacía Española.[16]
- 2016 Premi Bones Pràctiques de Comunicació no Sexista de l'Associació de Dones Periodistes de Catalunya, per un periodisme rigorós i de qualitat, fent visibles les desigualtats, les injustícies i la violència estructural que pateixen les dones en països en guerra a través de l'exposició Dones. Afganistan.[17]
- 2021 Lliçó inaugural del grau en Periodisme del curs 2021-2022 a la Universitat Pompeu Fabra, amb el títol “"Explicar la guerra: context i mirada humana des de l’Afganistan".[18]
- 2024 Segon premi Montserrat Roig de periodisme social.[19]